# Antichrist Demoncore
| Оценки критиков | Оценки критиков |
| Источник        | Оценка          |
| --------------- | --------------- |
| Metal Injection | [ 1 ]           |
| Punknews.org    | [ 2 ]           |

Antichrist Demoncore — дебютный студийный альбом американской пауэрвайоленс-группы AC×DC, выпущенный в июне 2014 года на лейбле Melotov Records.

## Отзывы критиков
Альбом получил положительные отзывы от музыкальных критиков. Рецензент Metal Injection пишет: «Antichrist Demoncore — это взрывной хардкор-панк, пауэрвайоленс, наполненный адреналиновым выбросом сокрушительного величия». Джон Джентиле из Punknews.org назвал альбом совершенно непредсказуемым: «Как только вы ожидаете, что он выстроит определённый ритм, он разрубает его пополам».

## Список композиций
1. «Destroy//Create» — 1:04
2. «Misled» — 0:51
3. «Paid in Full» — 1:28
4. «Vegangelical» — 1:11
5. «Holmes» — 0:35
6. «Overstimulated» — 1:17
7. «Cheap Punks» — 0:41
8. «Hipler Youth» — 1:03
9. «Savior Complexxx» — 0:47
10. «Endless Failure» — 1:52
11. «Blood» — 0:54
12. «Dead Cops» — 1:04
13. «Keep Sweet» — 1:08
14. «Lifeless» — 0:36
15. «Filicide» — 1:55
16. «Give Up» — 3:37